# Cuhureștii de Sus, Florești
Cuhureștii de Sus este un sat din raionul Florești, din Republica Moldova, reședință a comunei omonime. Satul are o suprafață de aproximativ 2,80 km², cu un perimetru de 8,57 km.
Satul se află la o distanță de 123 km de orașul Chișinău, la 45 km de la Soroca, 28 km – Florești și 6 km până la stația calei ferate Unchitești.

## Istorie
Satul Cuhurești (întâlnit și sub forma Cuhareuți sau Cuharevți) este atestat oficial pentru prima dată într-un document din data de 20 decembrie 1437 într-o carte domnească de voievozii Ilie și Ștefan, urmașii lui Alexandru cel Bun în proprietatea lui Mihail de la Dorohoi:
„Din mila lui Dumnezeu, noi, Ilie voievod, domn al Țării Moldovei, și fratele domniei mele, Ștefan voievod. Facem cunoscut, cu aceasta carte a noastră, tuturor celor care o vor vedea sau o vor auzi citindu-se, ca acest adevărat boier al nostru credincios, pan Mihail de la Dorohoi, a slujit sfântrăposatului tatălui nostru cu dreapta și credincioasa slujbă, iar astăzi ne slujește nouă cu dreaptă și credincioasa slujbă. De aceea, noi, văzând dreapta și credincioasa lui slujbă către noi, l-am miluit cu deosebita noastră mila și i-am dat și i-am înnoit și i-am întărit satele lui și privilegiul pe care i i-a dat sfântrăposatul părintele nostru, anume: satul Chindinți, și satul lui Herțea, pe Prut, ... încă satul unde este Rospop, în jos la Bineva, și satul Cuhareuți și alt sat, Cunicea, sub Bineva, și satul unde este Țârvici, încă satul, sub Caragine, unde este Simeon cneaz, la obârșia Dobrușei, ... .

Iar pentru mai mare întărirea a tuturor celor mai sus-scrise, am poruncit slugii noastre credincioase, pan Dionis logofăt, să scrie și să atârne pecetea noastră la această carte a noastră.

A scris Paco, la Suceava, în anul 6945 <1437> decembrie 20 zile.”
La 17 octombrie 1483, pe timpul domniei lui Ștefan cel Mare, satul Cuharești e menționat ca localitate de hotar cu Uncheteștii a Principatului Moldovei.
La sfârșitul secolului al XVIII-lea, satul a devenit proprietatea boierilor Radu Bogdan și Dumitrache Mileghi. Bogdăneștii și Melengheștii vor stăpâni împreună Cuhureștii de Sus până la sfârșitul secolului XIX, de numele lor fiind legată creșterea si modernizarea acestui sat. Ioan C. Bogdan a fost cel care în anii 1849-1850 repară biserica de lemn pe cheltuiala sa și va construi o nouă biserică de piatră, cu același hram „Sf. Arhangheli Mihail și Gavriil” sfințită în 1874.

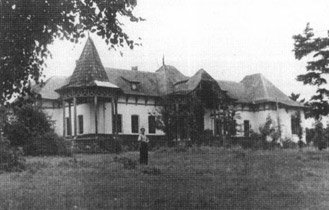
Conacul lui Ioan C. Bogdan în perioada interbelică

Ultimii proprietari ai satului au fost copii lui Ioan C. Bogdan: Eugenia, Vasile și Alexandrina. Pe vremea lui Vasile Bogdan (1859-1912) au fost deschise școlile primare de zemstvă la Cuhureștii de Sus (cu clasa de meserii, 1886) și Cuhureștii de Jos (1896), s-a construit clădirea școlii primare (1905), o moară, fabrica de caramidă, ambulatoriul și alte edificii importante, unele existente și azi.
După Unirea Basarabiei cu România la 27 martie 1918, satul Cuhureștii de Sus a făcut parte din componența României, în Plasa Cotiugenii-Mari a județului Soroca. Pe atunci, majoritatea populației era formată din români, existând și comunități de ucraineni și de evrei. Numărul gospodăriilor țărănești din sat era de 229, iar numărul populației de 1.322 de locuitori. La acea vreme aici activau o școală primară; un gimnaziu industrial, care în decurs de 4 ani pregătea maiștri cu specializările lăcătuș, tâmplar, rotar, botnar, strungar, turnător; două biserici; două mori cu valțuri; o oloiniță; un cămin cultural în care se afla „Marele Mut” (cinematograful nesonorizat); o cooperativă comercială „Agro”; mai multe prăvălii particulare; o farmacie; o haltă a căii ferate; o primărie; un post de jandarmi; o percepție; o frizerie; o popotă; o croitorie; o cizmărie; o măcelări;, o batoză; două tractoare Fordson și o limuzină particulară. De asemenea în sat era cantonat, în fostul conac al boierului Bogdan, un batalion al regimentului 39 de infanterie. Pentru perioada interbelică într-o comună acestea prezentau o bogăție și un mediu viabil. În anii 1936-1938 satul a găzduit echipe culturale regale. În anul 1938 Cuhureștii de Sus a fost declarat sat-model.
Începând din anul 1991, satul Cuhureștii de Sus face parte din raionul Florești.

## Demografie
Evoluția demografică a satului este următoarea:
- 1835: 470 (255 bărbați și 215 femei)[4]
- 1997: 2.120 (estimare)
- 2004: 1.621 (recensământ)[7]

Conform recensământului din anul 2004, satul are 1.621 locuitori, preponderent moldoveni (români), reprezentând 96,92% din populație; populația la nivelul comunei Cuhureștii de Sus constituie 2.441 de oameni, 48,26% fiind bărbați iar 51,74% femei. Compoziția etnică a populației comunei arată în felul următor:
- 92,01% moldoveni/români
- 6,47% ucraineni
- 1,19% ruși
- 0,04% bulgari
- 0,29% - alte etnii.

## Societate
În prezent în satul Cuhureștii de Sus există 788 gospodării casnice, 2 asociații agricole, ocol silvic, moară, oloiniță, spital de circumscripție, școala profesională polivalentă nr. 2, liceu teoretic, cinematograf, 4 biblioteci, 2 farmacii, farmacie veterinară, oficiu poștal, secție de poliție, parc, stadion.

## Puncte de interes

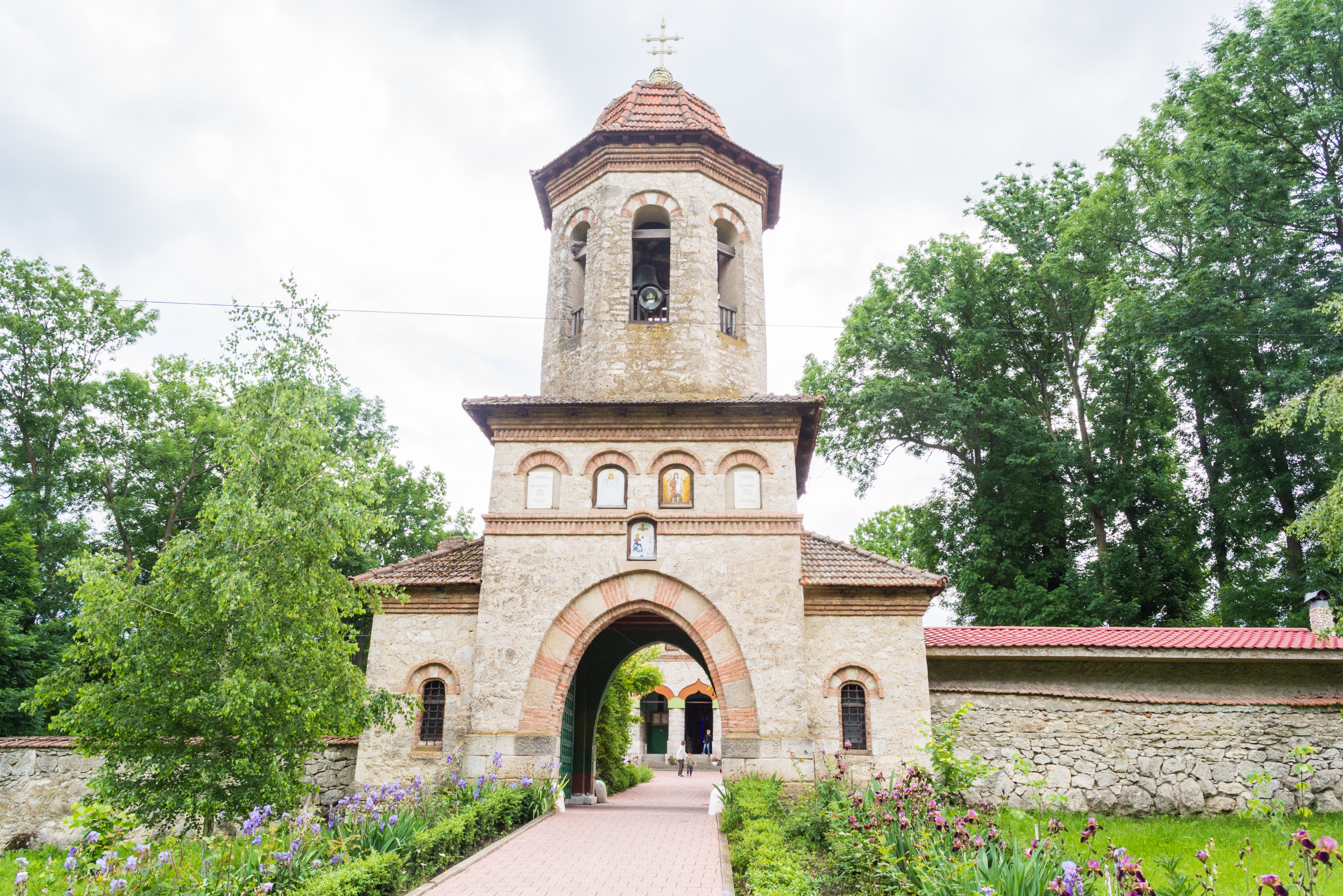
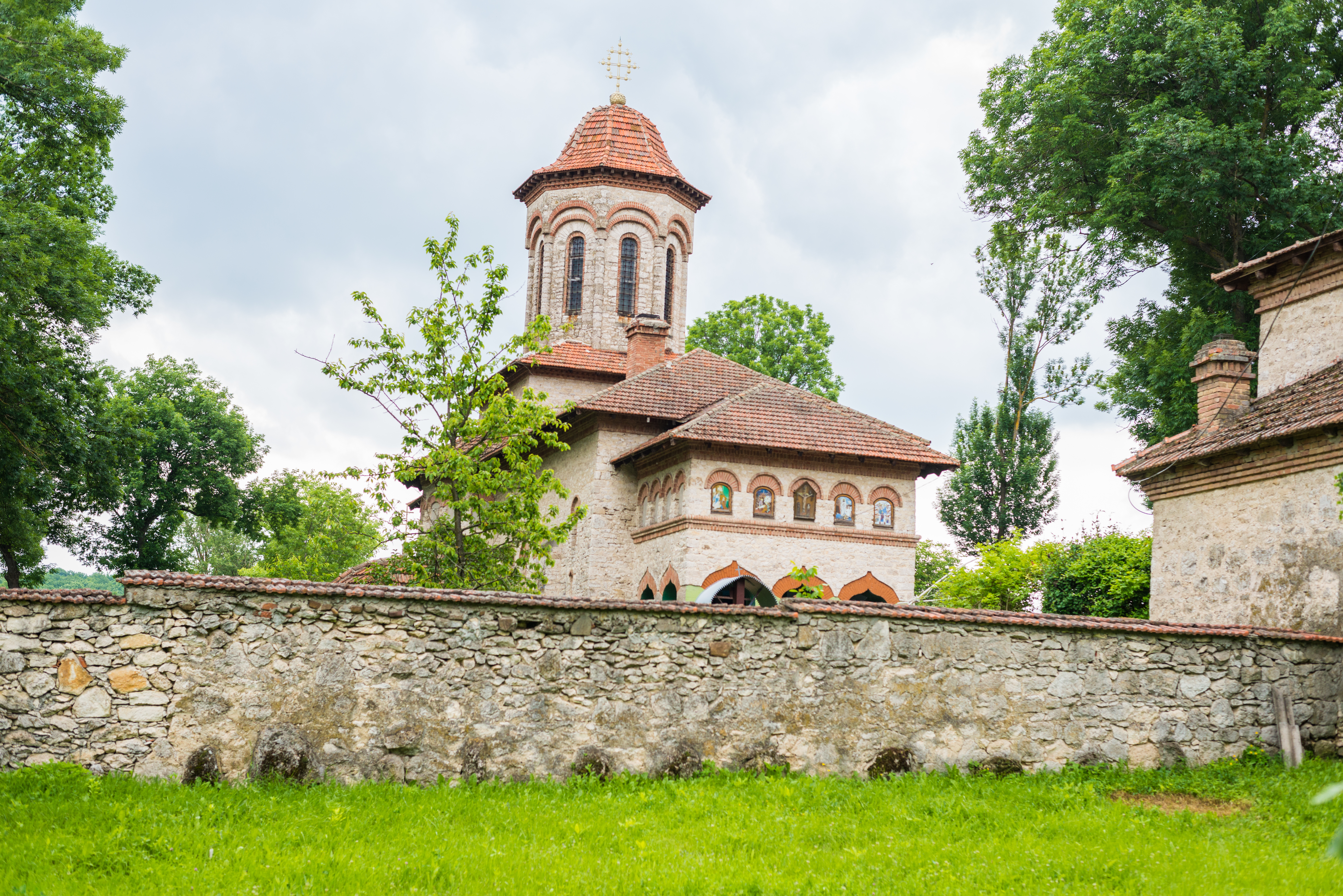
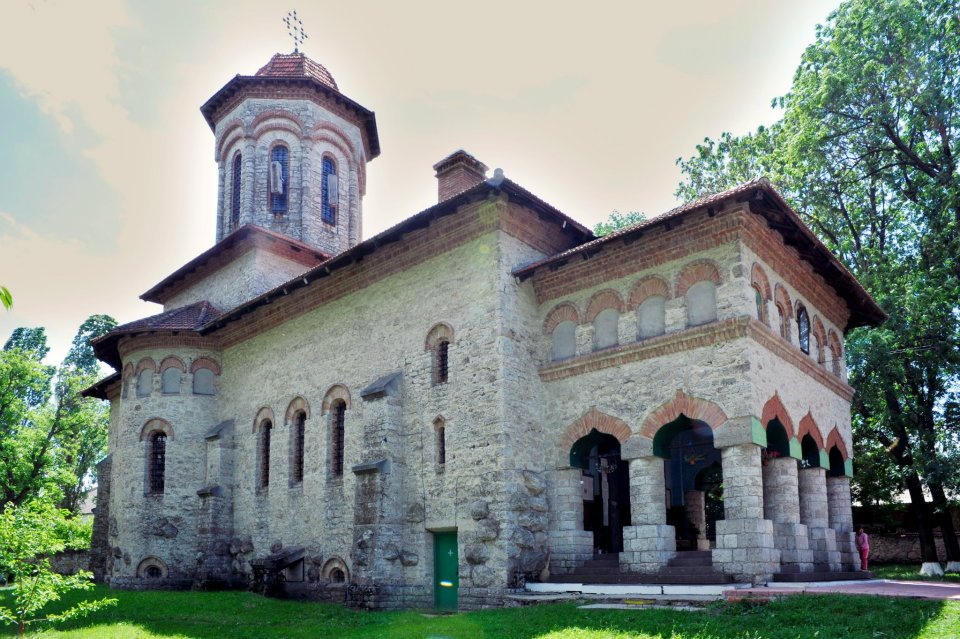
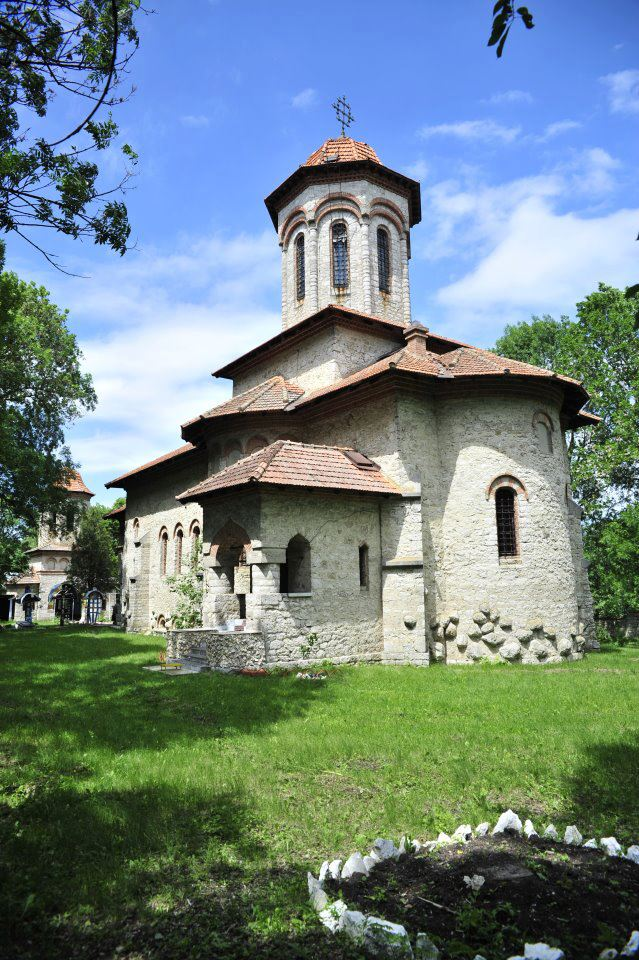
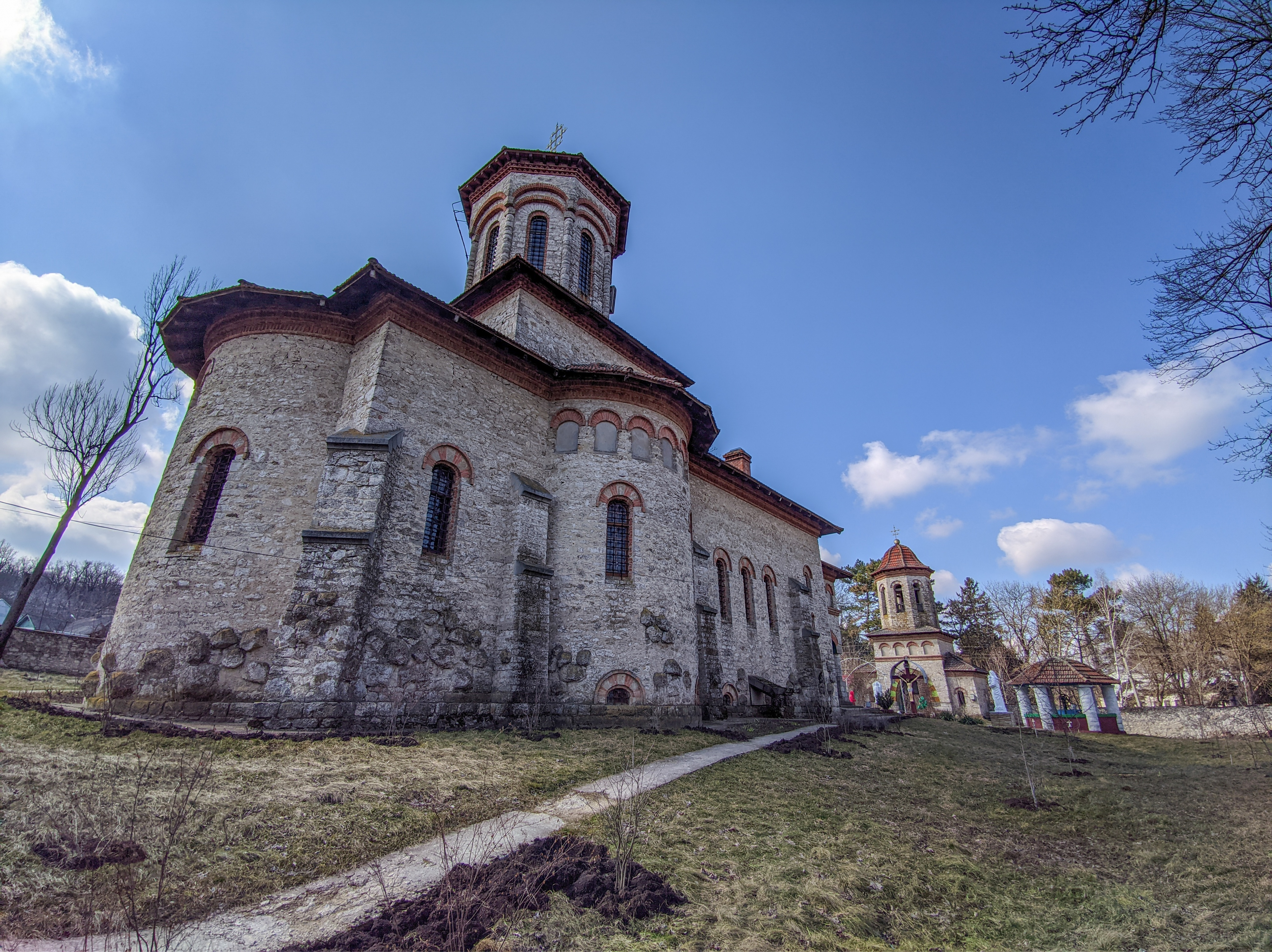

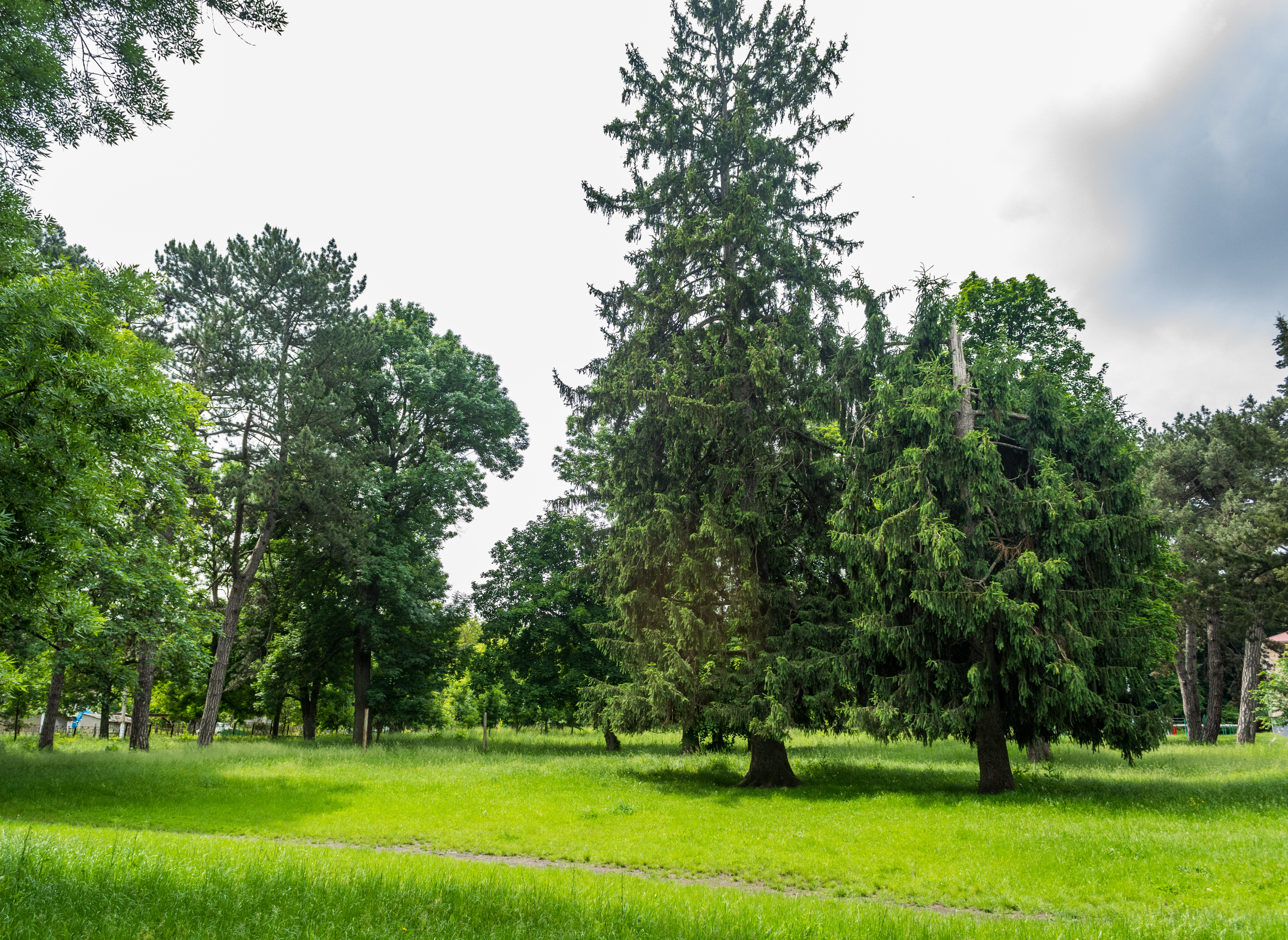
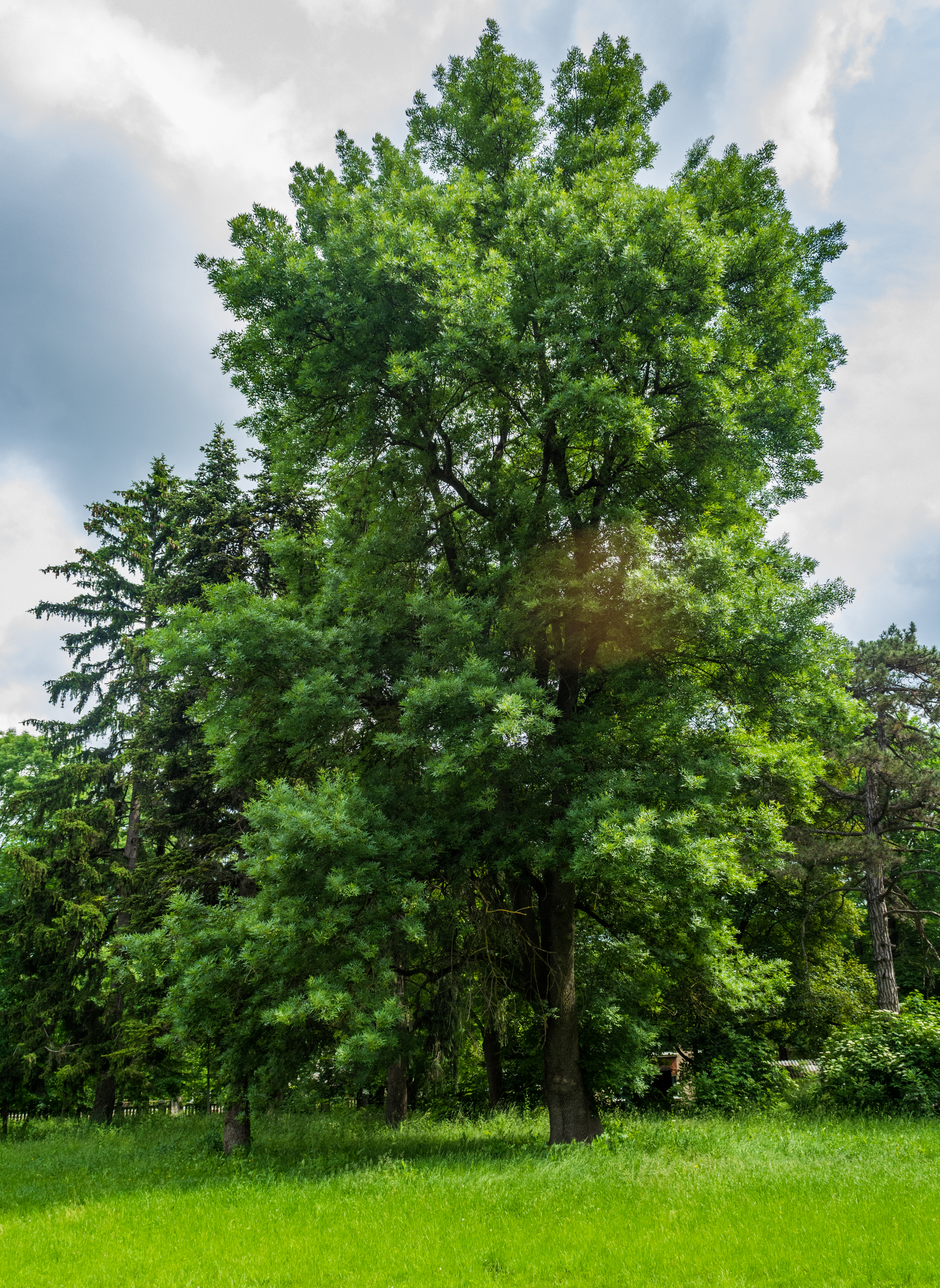
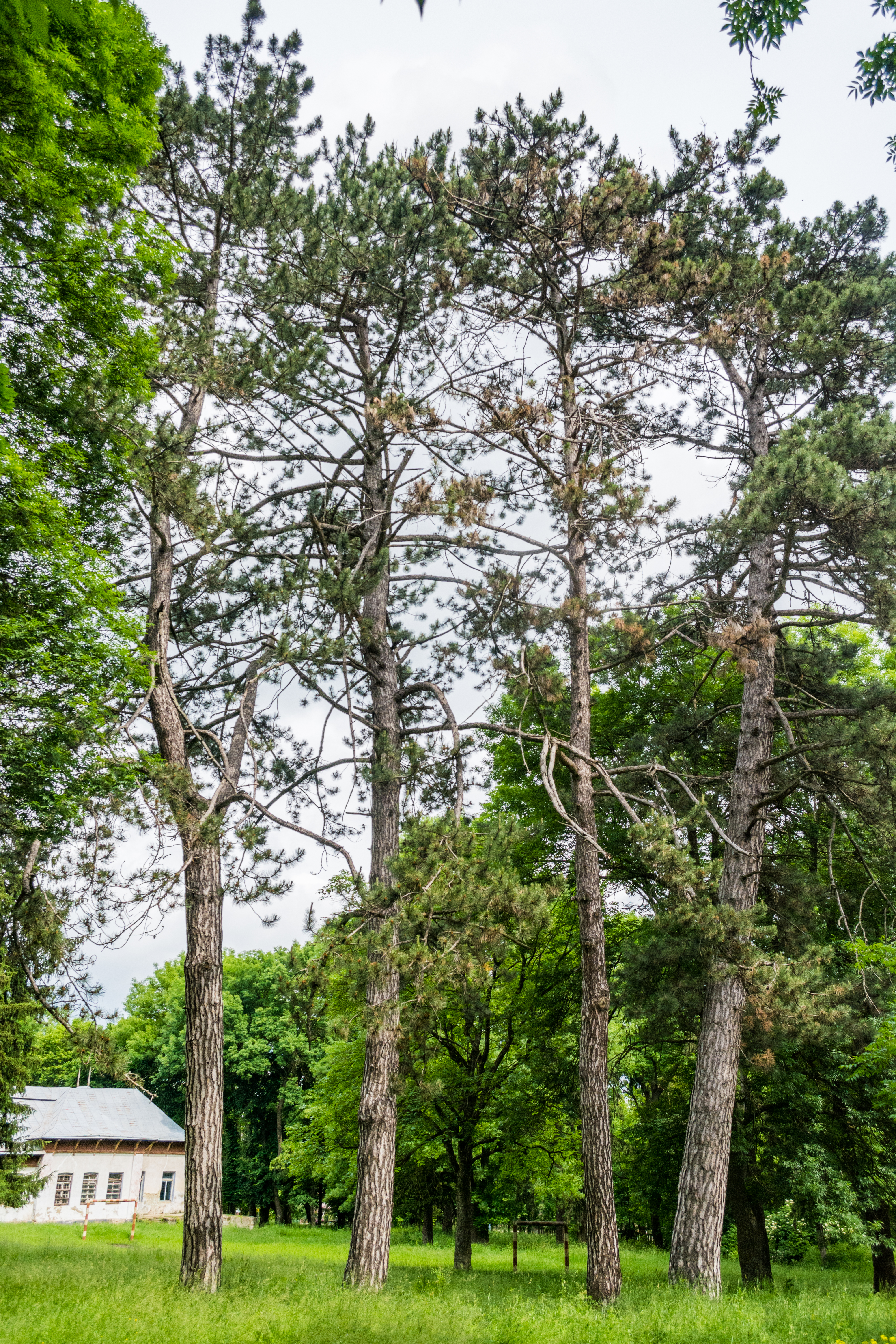
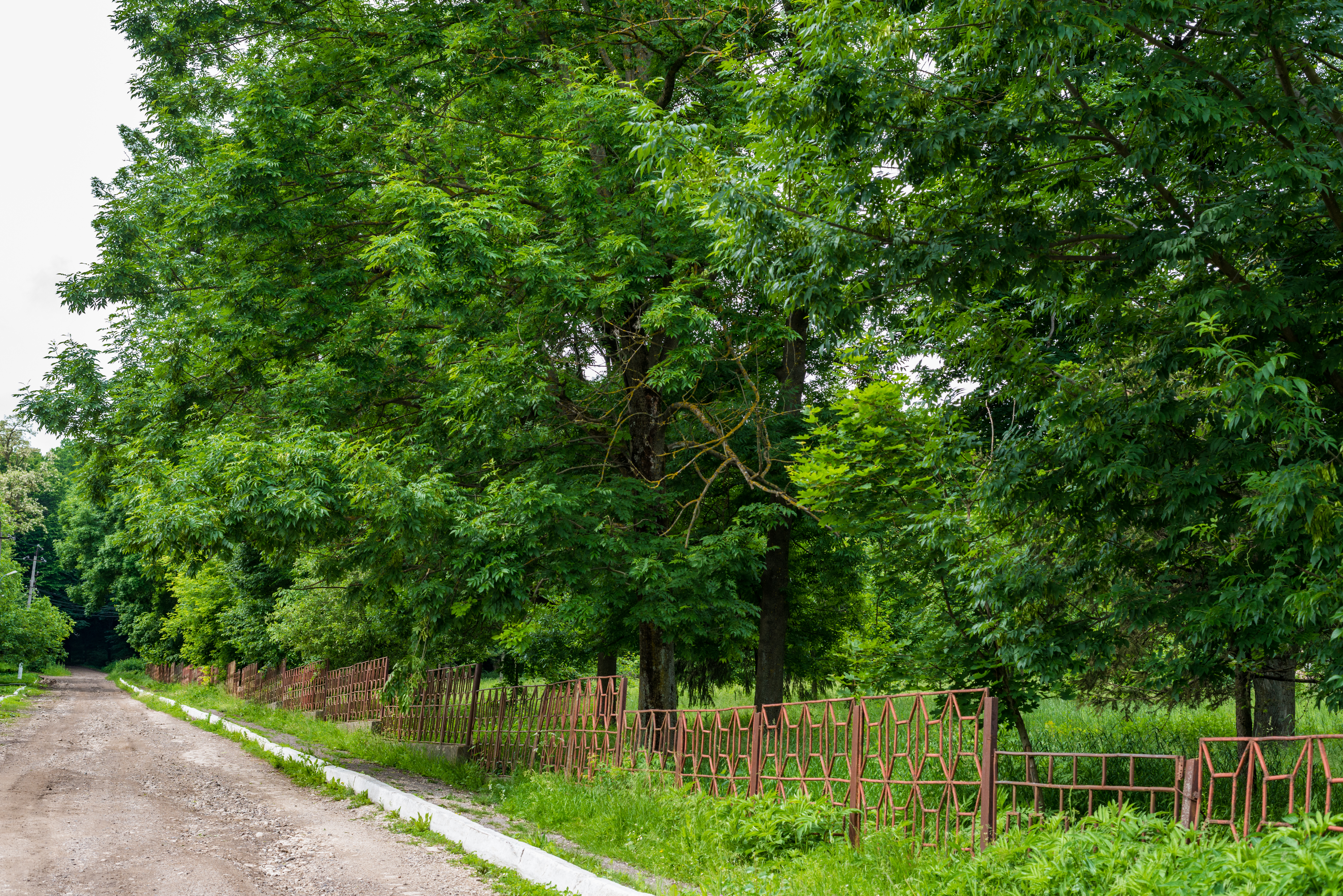
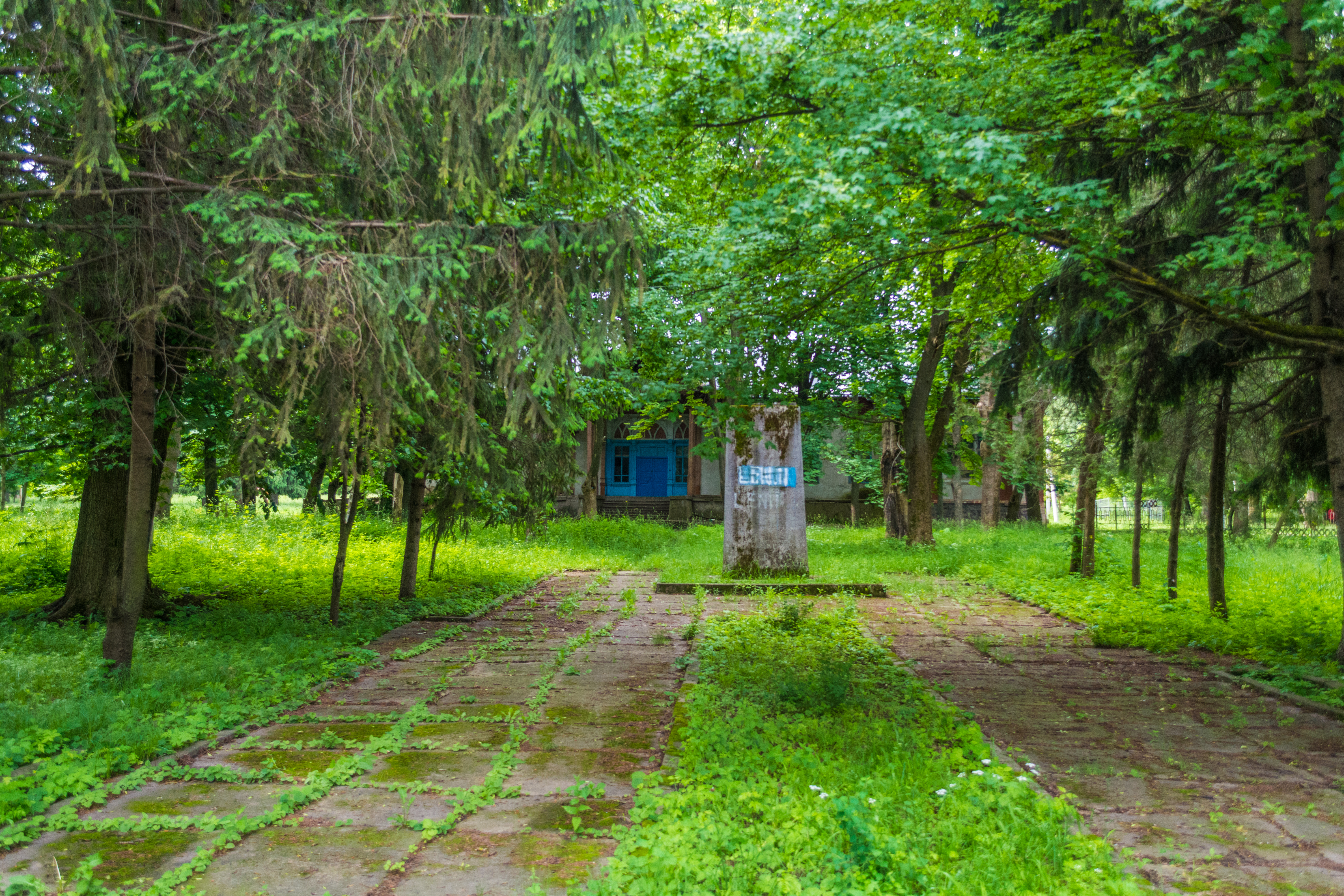

În Cuhureștii de Sus, se află Conacul lui Ioan C. Bogdan și Biserica „Sfânta Treime”, ultima a fost construită după proiectul arhitectului Alexei Șciusev. Construcția a început în anul 1913 sub stăpânirea imperiului rus, finalizată în 1930, pe timpul României Mari și protejată de către sovietici datorită autorității pe care o avea în acele timpuri arhitectul Șciusev.
Conacul este amplasat într-un parc, monument de arhitectură peisagistică.

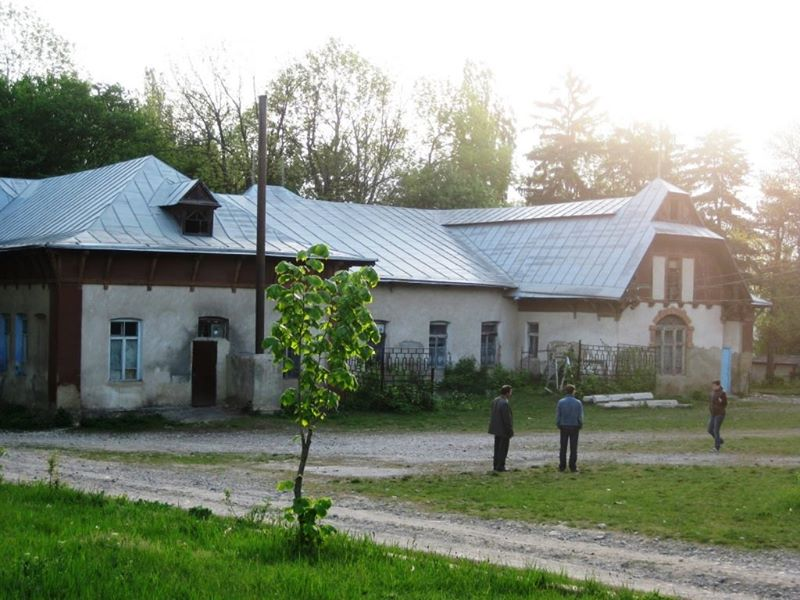
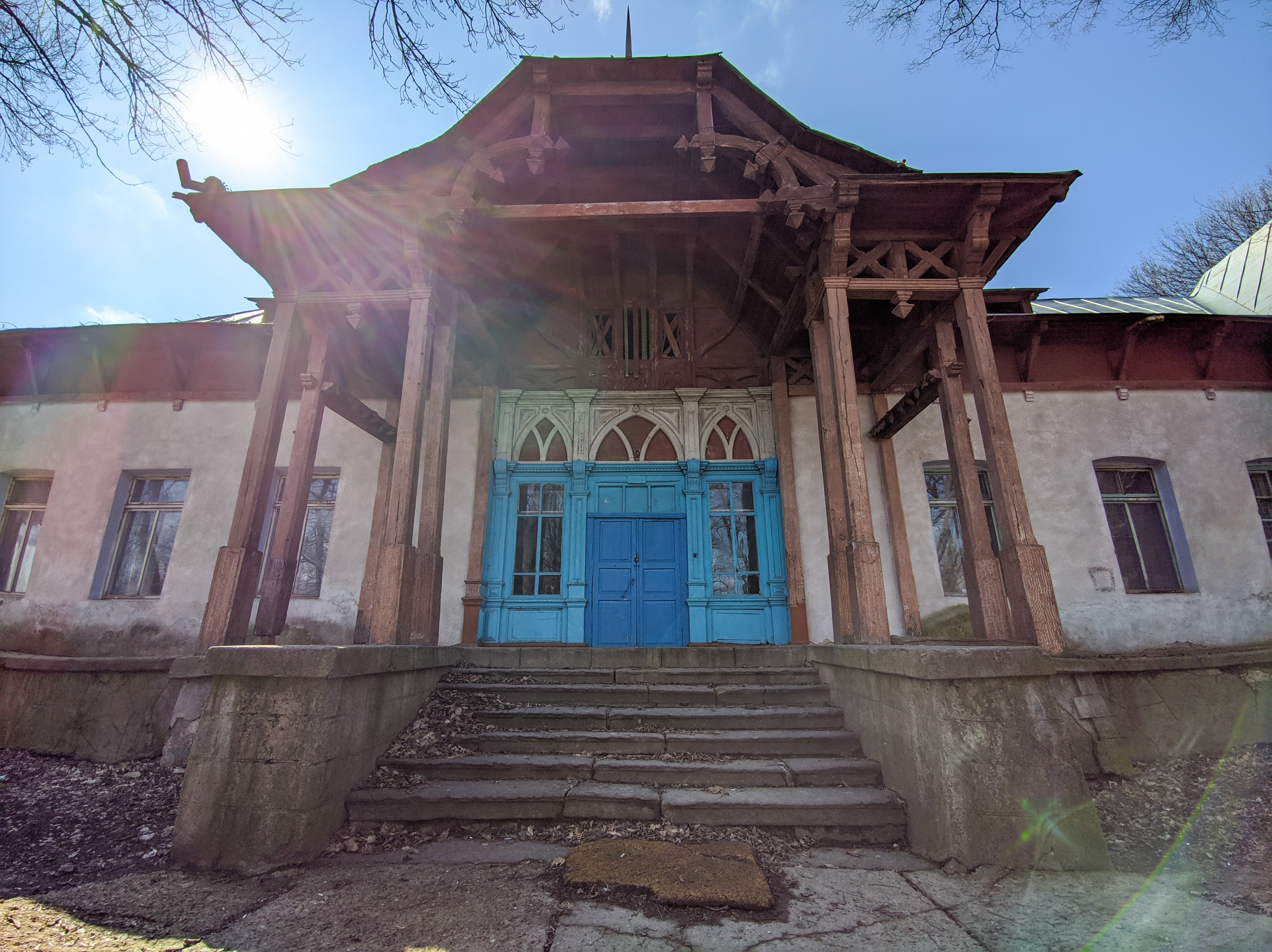
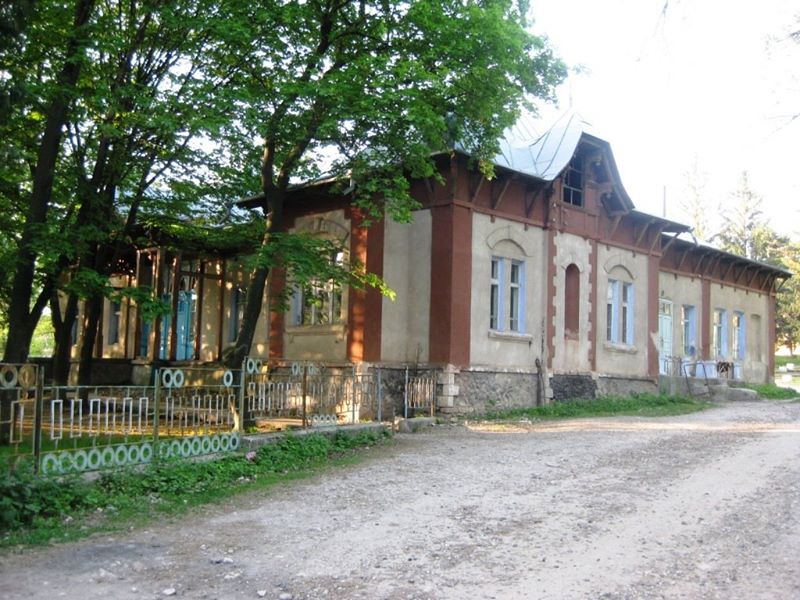
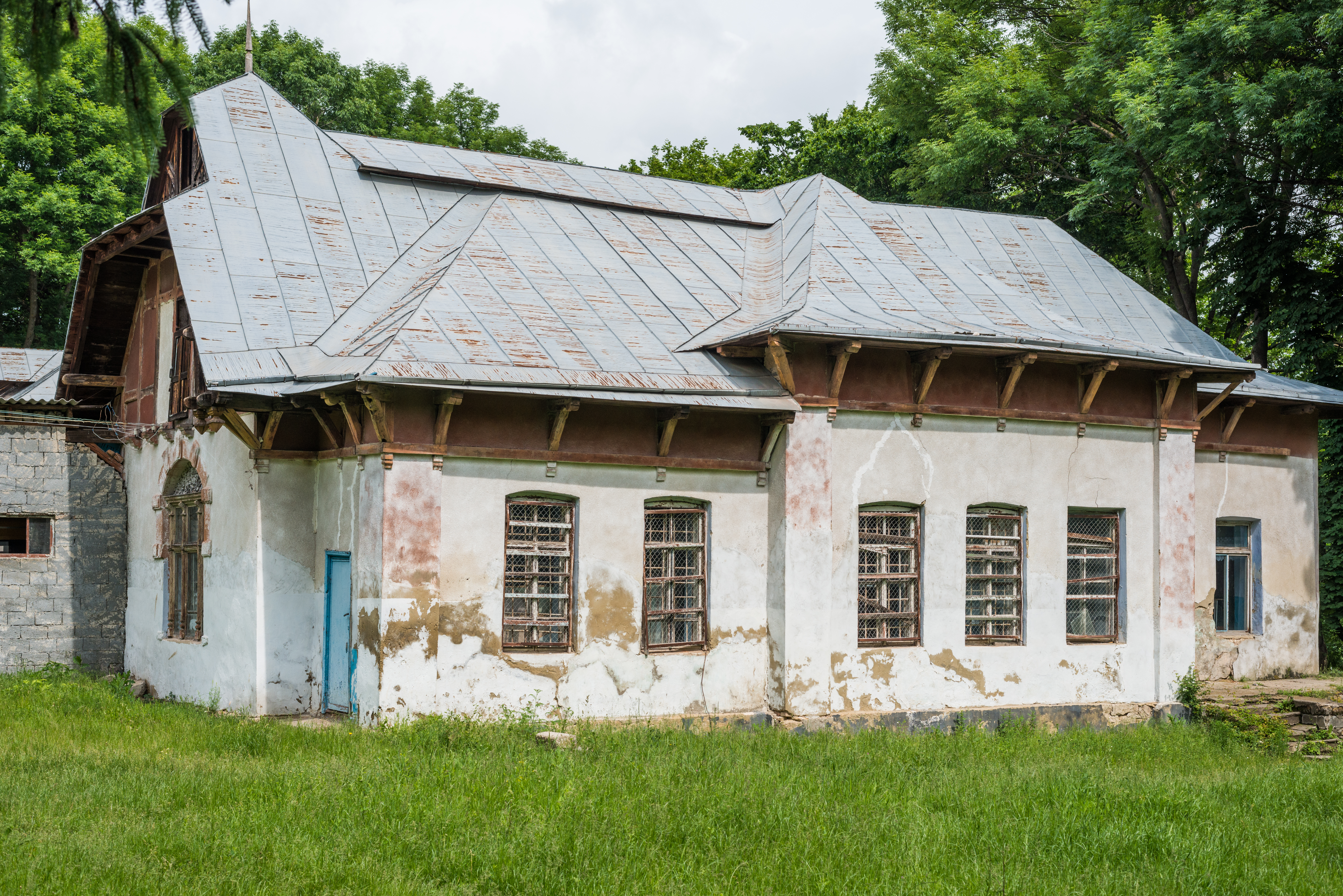
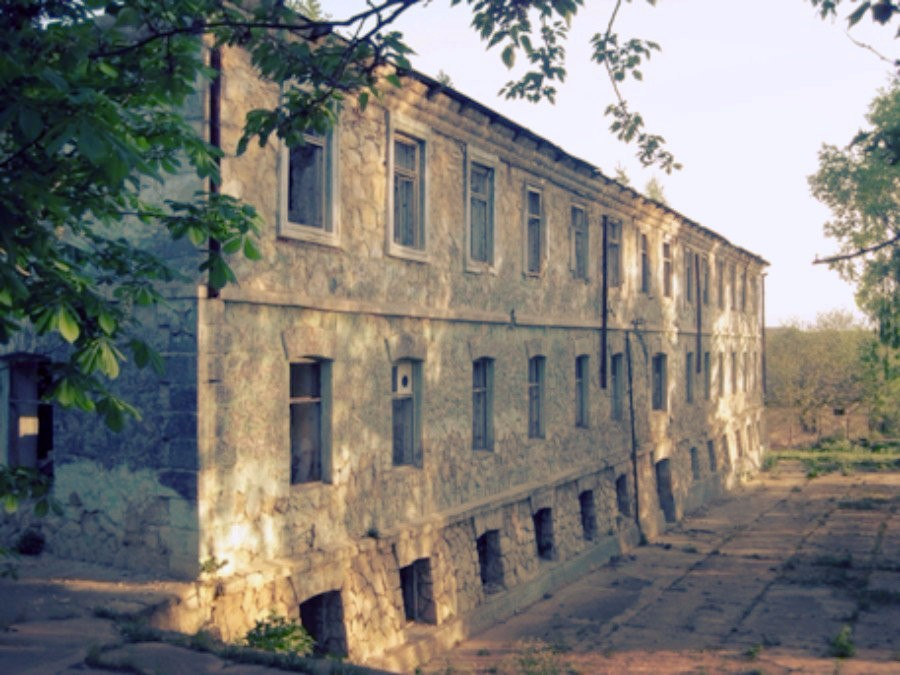
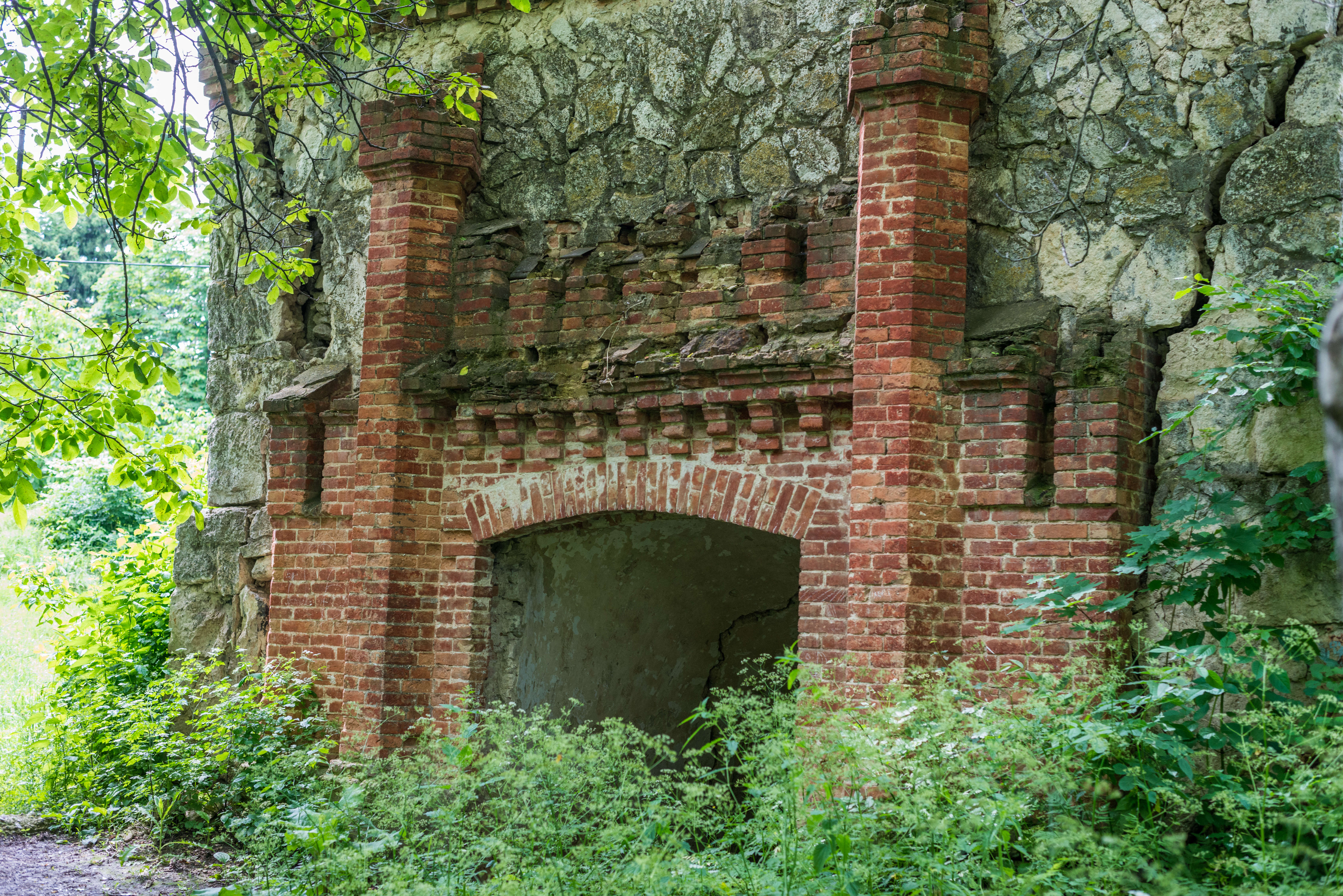

Conacul lui Ioan C. Bogdan
Biserica Sfânta Treime
Parcul din localitate

## Personalități
- Dumitrache Mileghi (1813–1890), proprietar al moșiei Cuhurești de Sus, s-a stabilit la Iași, unde a desfășurat o bogată activitate politică în preajma și în zilele Unirii Principatelor, activând sub Alexandru Ioan Cuza în calitate de Director al Ministerului Dreptății, iar apoi Președinte al curții de Apel.
- Constantin I. Cozub (1925–2008), om de stat, doctor în științe economice, economist emerit
- Ion Drabenco (1929–2010), fizician, inventator și profesor universitar sovietic moldovean, doctor habilitat în științe tehnice, laureat al Premiului de Stat al Republicii Moldova (1974).
- Constantin N. Cozub (1931–2009), doctor în medicină. Om emerit din Republica Moldova.
- Nicolae Fruntaș (n. 1935), medic-generalist, profesor universitar, doctor habilitat în științe medicale. Este autor și coautor a peste 130 de lucrări științifice, inclusiv 3 monografii, 2 invenții și 61 propuneri-inovații.
- Gheorghe Cozub (1937–2009), inginer-enolog, vinificator emerit al Republicii Moldova și al Franței, profesor universitar, doctor habilitat în științe tehnice, de două ori laureat al Premiului de Stat al Republicii Moldova (1974; 1983), membru corespondent al Academiei de Științe a Moldovei din 1993.
- Maria Sagaidac (n. 1942), matematician, pedagog, actriță de cinema, doctor în științe fizico-matematice. Are 30 studii științifice în domeniul matematicii. Laureată a concursului „Antena de Aur”. Maestru al artei. Cetățean de onoare al comunei Cuhurești de Sus.
- Elena Țau (1946–2021), scriitoare, critic literar, istoric, doctor și conferențiar universitar